# Fortum Waste Solutions
Fortum Waste Solutions A/S (frem til 2012 Kommunekemi A/S; indtil 2015 Nordgroup A/S eller NORD; indtil 2017 Ekokem A/S) blev etableret i 1971 som det første danske behandlingsanlæg for farligt affald, og har hovedsæde i Nyborg. I 2009 blev Kommunekemi købt af kapitalfonden EQT Infrastructure, som solgte den videre til det finske Ekokem i 2015. I 2016 blev moderselskabet Ekokem overtaget af den ligeledes finske energikoncern Fortum. I april 2017 skiftede det danske datterselskab navn til Fortum Waste Solutions A/S. 
Fortum har et stort udbud af behandlingsydelser til affald, som er farligt og belaster miljøet. De tilbyder en certificeret og miljømæssig korrekt behandling af det farlige affald, samt en behandlingsgaranti for hele Danmark. I 2012 blev der behandlet ca. 173.000 tons affald.
Anlægget er i dag placeret i bymæssig bebyggelse ca. 400 meter fra den nærmeste række af parcelhuse i Nyborg.
Frem til 2009 var Kommunekemi i offentligt ejerskab af KL, Københavns Kommune og Frederiksberg Kommune. De solgte med virkning fra 1. januar 2010 virksomheden til EQT Infrastructure for en pris på 260 mio. DKK. To år senere rettede tre konkurrenter en kritik mod salgsprisen, som de vurderede skulle have være omtrent tre gange så stor.

## Behandling og produktion
Overordnet set handler produktionen om at forbrænde affald og fra denne proces udvinde elektricitet og varme. Andre opgaver er at udvinde metaller eller andet anvendeligt materiale fra affaldet, samt sikre at visse affaldstyper kan recirkuleres.
I 2012, erhvervede NORD olieoparbejdningsanlægget H2O Liquid Waste A/S i Grenaa. Anlægget kan separere olie fra vand, så olie fra f.eks. skylning af beholdere kan genbruges.
Cirka 80 % af energimængden i det modtagne affald, anvendes til processer internt på anlægget eller eksporteres i form af fjernvarme og elektricitet, der aftages af husstandene i Nyborg.
| Energiproduktion i MWh | 2008    | 2009    | 2010    | 2011    | 2012    |
| ---------------------- | ------- | ------- | ------- | ------- | ------- |
| Elektricitet           | 060.445 | 047.322 | 047.241 | 037.696 | 055.574 |
| Varme                  | 162.348 | 168.442 | 190.959 | 173.620 | 180.450 |

## Import af giftigt affald
Behandlingsanlægget i Nyborg har i mange år forarbejdet giftigt affald fra udlandet, også da firmaet var på danske hænder under Kommunekemi.
I efteråret 2010 var der en offentlig debat om, hvorvidt det kunne accepteres, at Kommunekemi havde besluttet at modtage 6.100 tons hexachlorbenzen (HCB) fra Australien til behandling, da man på behandlingsanlægget ikke selv havde udstyr og teknologi til at forarbejde det. Desuden var (og er) HCB ulovligt at importere til Danmark. Presset på Danmarks miljøminister i 2010, Karen Ellemann, førte i første omgang til, at transporten blev stoppet.
Undervejs i debatten blev det af fagfolk påpeget, at HCB i sig selv ikke udgør nogen større sikkerhedsrisiko, samt at man i Nyborg var blandt de førende i verden til at behandle denne type giftstoffer. Endvidere blev det oplyst at behandlingsanlægget tidligere havde behandlet materialer som polyklorerede bifenyler (PCB) uden problemer.
Et flertal i Folketinget fik stoppet handlen, og det kom senere frem, at Miljøministeriet i sommeren 2011 måtte betale afsenderen, Orica, en erstatning på 2,25 mio. AUD.